# 児玉尚彦
児玉 尚彦（こだま たかひこ、1962年 - ）は、日本の税理士。埼玉大学経済学部卒業後、税理士試験合格。1999年に「株式会社　経理がよくなる」を設立。経理体制を抜本的に変えることで、経理の作業時間と人件費を半分以下にするという、経理業務の合理化を提唱している。

## 経歴
- 1962年　東京都生まれ
- 1984年　埼玉大学経済学部卒業
- 同年　外資系保険会社に就職。退職後、監査法人にてシステム・コンサルティングを担当。その後税理士事務所勤務。
- 1994年　税理士試験5科目合格
- 1995年　「児玉税務会計事務所」を設立
- 1999年　「株式会社　経理がよくなる」を設立
- 2002年　「経営合理化プロジェクト」を発足

## 著書

### 単著
- 『小さな会社の総務と経理 －毎日の仕事がわかる』, 池田書店 , 2002年
- 『キャッシュレス、伝票レス、社員レス！ココまでできる経理の合理化　〜経理の人件費と作業時間が半分以下になる101の改善策』,日本能率協会,2004年
- 『「儲かる経理」に30日で変わる究極の方法』,日本実業出版社,2005年
- 『会社のお金はどこに消えた？―キャッシュバランス・フローでお金を呼び込む59の鉄則』,ダイヤモンド社,2008年
- 『35歳までに身につけておくべき プロの経理力』, 日本実業出版社 , 2009年
- 『「少人数で儲かる経理」はこうつくる』, 日本実業出版社 , 2012年
- 『新版 ココまでできる経理の合理化』, 日本能率協会マネジメントセンター , 2012年

### 共著
- 『中小企業の節税ガイドブック －時期別の対策と税務調査への備え方』, 渡辺一男・吉村以知郎・菅原初義・児玉尚彦（共著）, 中央経済社 , 1999年
- 『3年で「経理のプロ」になる実践PDCA』, 児玉尚彦・上野一也（共著）, 日本実業出版社 , 2014年
- 『30代からの仕事に使える「お金」の考え方』, 児玉尚彦・上野一也（共著）, ちくま新書 , 2016年